# Малая Хомутерь
Малая Хомутерь (чув. Емелей) — село, административный центр Малохомутёрского сельского поселения Барышского района Ульяновской области.

## География
Находится на расстоянии примерно 11 километров на север по прямой от районного центра города Барыш, на реке Хомутерька.

## История
Основано во второй половине XVII века служилыми людьми. 
В 1748 году учтено было 80 дворов. 
В 1750 году ясачными чувашами была основана деревня Салейкино . 
В 1780 году, при создании Симбирского наместничества, существовали три одноимённых деревни, крещёных чуваш: Хомутери (позже вошла в состав Малых Хомутерь), Малое Хомутери (обе вошли в Карсунский уезд, ныне в Барышском районе) и Большие Хомутери (станет Русской Хомутерю) вошла в Канадейский уезд, с 1796 года — в Карсунском уезде Симбирской губернии. 
Храм каменный, построен прихожанами в 1823 году. Престолов в нём два: главный (холодный) — в честь Покрова Пресвятые Богородицы и в приделе (теплый) — во имя Святителя и Чудотворца Николая. 
В 1859 году 1459 жителей, в 1913 году — 304 двора и 2003 жителя, в 1924 году – 2009. 
В начале  XX века имелась каменная церковь Покрова Пресвятой Богородицы (1823 года постройки, действует) и школа. 
В советское время работал колхоз им. Ленина.

## Население
Население составляло: в 1900 г. —  в 250 двор. 707 м. и 704 ж.; 784 человека в 2002 году (56% русские, 38% чуваши), 673 по переписи 2010 года.